# Alvan E. Bovay

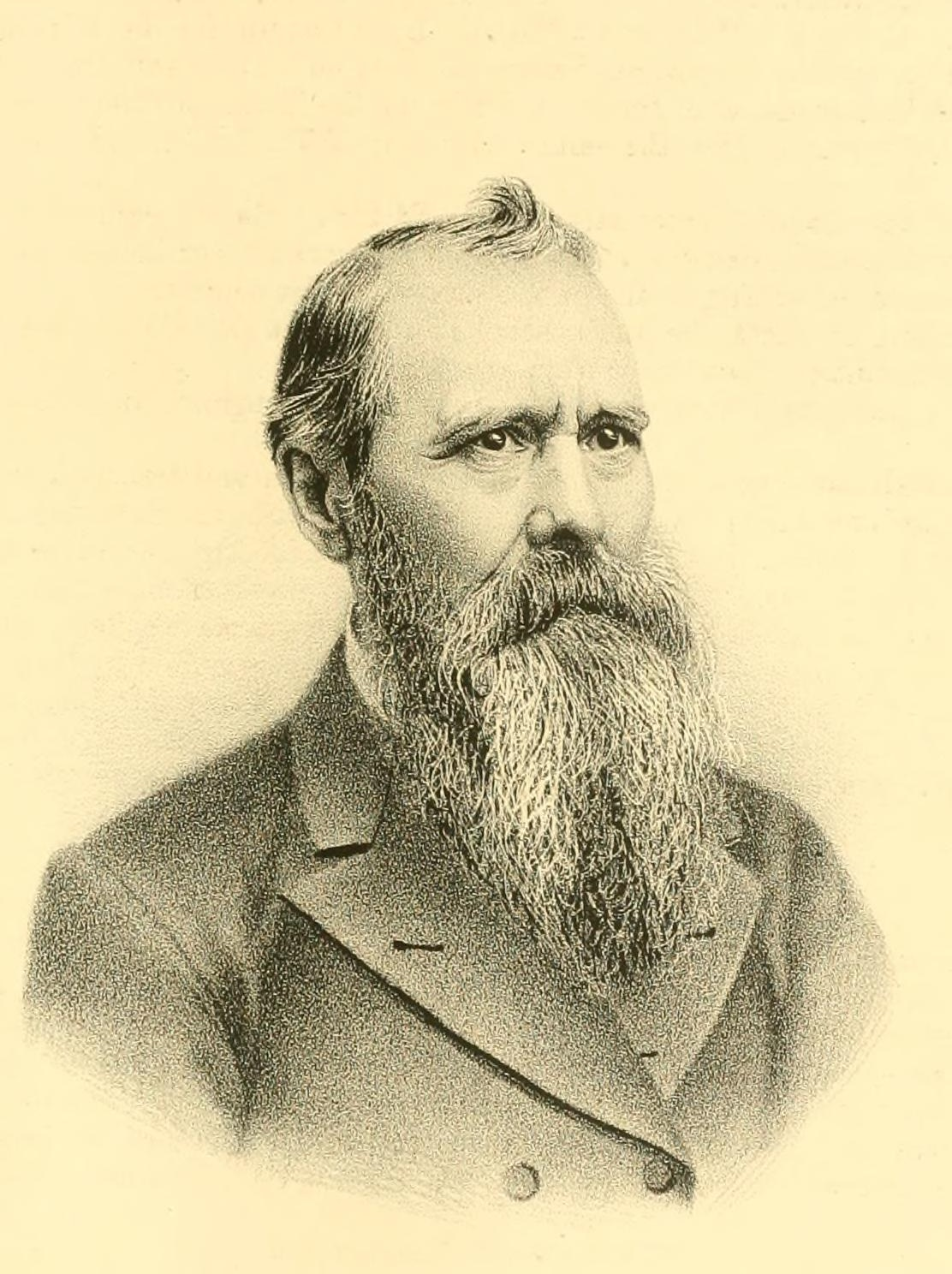
Alvan E. Bovay (1880)

Alvan E. Bovay (* 1818 in New York; † 13. Januar 1903 in Santa Monica, Kalifornien) war ein US-amerikanischer Rechtsanwalt, Lehrer und Politiker. Er war einer der Gründer der Republikanischen Partei der Vereinigten Staaten.

## Leben
Alvan E. Bovay besuchte die Norwich University, wo er auch seine militärische Ausbildung erhielt. Nach seinem Studium unterrichtete er Mathematik und Sprachwissenschaften an diversen Hochschulen, unter anderem an der Militärakademie von Bristol in Pennsylvania. Nach seiner Hochzeit zog er mit seiner Frau nach New York City, wo er neben seiner Lehrtätigkeit auch als Rechtsanwalt arbeitete. Einige Jahre später zogen sie in die gerade neu gegründete Siedlung Ripon in Wisconsin, wo er eine Kanzlei eröffnete und an der Gründung des Ripon College mitwirkte.
Seit 1852 verfolgte er die Idee, eine neue Partei zu gründen, die sich unter anderem gegen die Sklaverei und vor allem gegen deren weitere Ausbreitung in Richtung Westen und Norden wenden sollte, da die Gegner der Sklaverei in den beiden großen Parteien, Demokratische Partei und Whigs, nur eine kleine Strömung bildeten. Er ging nach New York, um seine Idee mit Horace Greeley, dem Herausgeber der einflussreichen Zeitung New York Tribune, zu besprechen. Somit war der Plan zur Gründung einer Partei mit dem Namen Republican Party geboren.
Nach dem Erlass des Kansas-Nebraska Act, der die seit 1820 im Wesentlichen unveränderte Kompromisslinie zwischen Sklavereigegnern und -befürwortern deutlich zugunsten der letzteren verschoben hatte, wurde die Republikanische Partei der Vereinigten Staaten am 20. März 1854 im Schulhaus von Ripon als "Partei gegen die Ausbreitung der Sklaverei" gegründet. Bovay, Greeley, und eine zweistellige Zahl weiterer Personen (die genaue Zahlenangabe schwankt) aus mehreren großen und kleinen Parteien waren anwesend. Greeleys Zeitung begann sofort die neue Partei bekannt zu machen. 1856 wurde in Pittsburgh der erste landesweite Parteitag abgehalten und mit John C. Frémont der erste Präsidentschaftskandidat bestimmt.
Alvan E. Bovay war später noch Abgeordneter in der Wisconsin State Assembly und diente während des Bürgerkrieges als Major. 1874 verließ er die Republikanische Partei, da er deren Aufgabe mit der Abschaffung der Sklaverei und dem politischen Neuanfang in den Südstaaten als erfüllt betrachtete. Er setzte sich nun für die Prohibition ein und wurde erster Vorsitzender der örtlichen Prohibition Party.